# Status epilepticus
El terme status epilepticus (SE), del llatí, o estat epilèptic, correspon a una crisi epilèptica única que dura més de 5 minuts o de dues o més crisis repetides sense recuperació de consciència entre elles. La definició tradicional prèvia de la patologia determinava que el temps de durada havia de ser de 30 minuts. Les convulsions poden ser del tipus tonicoclònica, amb un patró regular de contracció i extensió de braços i cames, o bé de tipus que no inclouen contraccions, com ara la crisi d'absència o les convulsions parcials complexes. Persisteixen prou temps per provocar dany neurològic i suposar un risc vital, per això constitueix una emergència clínica.
Si s'assoleixen períodes de pausa entre convulsions en què la condició de normalitat i consicència del pacient, en certa manera, es restauren, no es sol observar la progresisva alteració d'òrgans i sistemes d'un status epilepticus.
L'status epilepticus pot ocòrrer tant en pacients amb història prèvia d'epilèpsia com en aquells amb una alteració cerebral subjacent, com ara un traumatisme, una infecció o un ictus, entre d'altres.
La majoria de casos responen adequadament al tractament amb benzodiazepines i fenitoïna.

## Epidemiologia
La incidència anual als Estats Units és de 40 casos/100 000 persones, sent aquesta més freqüent durant la infància. Això inclou aproximadament el 10-20% dels primers episodis convulsius. Aproximadament entre un 1-5% dels adults amb epilèpsia i un 16% dels nens epilèptics patiran un status epilèptic en algun moment de la seva vida.
La mortalitat de l'estat epilèptic és del 20-25%.
Prevalença
Es va veure que la prevalença era 3 vegades superior en afroamericans que en americans caucàsics. A més, també es va trobar que els nens asiàtics registren una susceptibilitat a desenvolupar les formes més severes de convulsions febrils relativament augmentada. Aquestes distribucions ètniques indiquen una certa contribució genètica en la predisposició a patir estats epilèptics. Els estudis també han trobat que aquesta patologia és més freqüent en homes.
Etiologia
Diversos estudis han vist que l'edat és el factor més relacionat amb el desenvolupament d'status epilèptic, ja que el 52% de les convulsions febrils apareixen en nens. En adults, les causes més freqüents són l'ictus i la hipòxia cerebral, entre d'altres.

## Etiologia
En general les causes més comunes són la malaltia cerebrovascular, la supressió de la teràpia antiepilèptica, l'abús o abstinència d'alcohol o drogues sedants (com les benzodiazepines o els barbitúrics) i les alteracions metabòliques. En nens també destaquen les febres perllongades, especialment en menors de 3 anys, i les alteracions hidro-electrolítiques.
Només el 25% de les persones que experimenten convulsions o un estat epilèptic tenen epilèpsia i, en aquests casos, sol ser per omissió o incompliment del tractament. A continuació la llista estesa de possibles causes en pacient epilèptic:
- Dosi insuficient o bé retirada sobtada d'un fàrmac anticonvulsionant, com podria ser una benzodiazepina.
- Consum d'alcohol en combinació amb anticonvulsionants o bé abstinència d'alcohol.
- Realitzar dieta o dejú perllongat quan s'està en teràpia amb anticonvulsionants.
- Interacció farmacològica que disminueix l'efectivitat o altera el metabolisme (redueix la semivida) de l'antiepilèptic.
- Desenvolupament de resistència enfront l'antiepilèptic usat.
- Gastroenteritis durant el tractament amb anticonvulsionant en cas que disminuís la concentració del fàrmac a la sang com a conseqüència dels vòmits o de la menor absorció per edema de mucosa intestinal.
- Alteracions del metabolisme, com podrien aparèixer en afectacions hepàtiques o renals.
- La privació del son s'ha relacionat amb una pèrdua del control de convulsions.
- La deshidratació moderada-severa, especialment si es combina amb algun dels factors anteriors.

En el cas de pacient no epilèptic, les causes poden incloure:
- Trastorn neurovascular: ictus,[9] hemorràgia cerebral,[9] traumatisme cranioencefàlic, malformació arteriovenosa, infecció del sistema nerviós central (meningitis, encefalitis, abscés cerebral), tumor cerebral primari o metastàtic, malaltia inflamatòria (vasculitis, encefalomielitis aguda disseminada).
- Sèpsia
- Hipòxia/isquèmia
- Alguns trastorns autoimmunitaris.
- Alteracions metabòliques (hiponatrèmia, hipoglicèmia, hipofosfatèmia, disfunció hepato-renal).
- Trastorns alimentaris.
- Intoxicacions (antibiòtics, antidepressius, antipsicòtics, broncodilatadors, antestèsics, immunosupressors, cocaïna o amfetamines) o reacció adversa a fàrmacs.[9]
- Abstinència de substàncies tòxiques o fàrmacs, com barbitúrics, benzodiazepines, opioides o alcohol.
- Agents nerviosos com el soman.
- Febres elevades, especialment en nens per infecció viral o bacteriana.
- Lesió quirúrgica (craniotomia).

## Fisiopatologia
La lesió neurològica és el resultat de la descàrrega elèctrica repetida, que apareix com a conseqüència del desequilibri entre neurotransmissors excitatoris (glutamat, aspartat, acetilcolina) i els neurotransmissors inhibitoris (GABA). Quant a la bioquímica, implica un increment del calci intracel·lular i desencadena una cascada de reaccions que provocaran la ruptura de la membrana cel·lular, la inhibició de la síntesi proteica i, en definitiva, la necrosi cel·lular.

## Quadre clínic
Hi ha dues categories d'status epilepticus, la convulsiva i la no-convulsiva.

### Status convulsiu
Es presenta com una urgència neurològica, caracteritzada per unes convulsions perllongades i incontrolables amb un patró regular de contracció i extensió de braços i cames. Els símptomes poden ser tractats inicialment amb administració de medicació antiepilèptica, la qual perdrà eficàcia si no s'aplica en aquest estadi inicial. L'status convulsiu sovint afecta pacients pediàtrics i ancians, sent responsable del 0-3% de la mortalitat en nens i del 20-30% de la mortalitat en pacients d'edat avançada. Els pacients que sobreviuen sovint presenten seqüeles cognitives i neurològiques.
L'estat epilèptic refractari es defineix com aquell que no cessa tot i el tractament amb benzodiazepines i un anticonvulsiu.Es classificarà com a super-refractari si s'allarga 24 hores o més després d'administrar tractament anestèsic, incloent els casos en què reaparegui un cop es redueixi o es retiri l'anestèsia.
L'epilèpsia partialis continua és una variant rara que comporta espasmes d'hores, dies o inclús setmanes de duració. Sovint és conseqüència d'una malaltia vascular, tumor o encefalitis, i és resistent a fàrmacs.
Segons el tipus de convulsió que presenti:
1.Tonicoclònica: clàssicament anomenada Gran Mal, és el més freqüent i greu dels estats epilèptics, sent la forma de presentació més típica a partir d'una crisi parcial, tot i que fins un terç dels casos apareixerà directament. Sovint la seqüència clínica són unes crisis focals clòniques seguides d'unes manifestacions tòniques per després tornar a reaparèixer la fase clònica, cada cop més breu. Hi ha deteriorament cognitiu i persistència de les descàrregues difuses en ambdós hemisferis cerebrals a l'EEG. Sol tenir mal pronòstic.
2. Mioclònica: Caracteritzada per la contracció de grups musculars localitzats sense pèrdua de consciència i que s'acompanya de descàrregues tipus polipunta a l'EEG. Les mioclònies generalitzades són típiques en pacients comatosos després d'una RCP (reanimació cardiopulmonar) i alguns experts les veuen com a indicació d'un dany catastròfic del neocòrtex. En aquesta situació, l'status epilèptic es sol considerar (no sempre) un fenomen agònic.
3. Tònica
4. Clònica
5. Parcial simple: correspon al segon tipus més freqüent en l'status epilepticus. Caracteritzada per crisis focals, és a dir, d'una regió concreta del cervell, repetides, sense deteriorament del nivell de consciència i amb presència de descàrregues irritatives focals unilaterals a l'EEG (o bé també sense expressió a l'electroencefalograma).

### Status no convulsiu
Comprèn un 25% dels casos d'status epilepticus, tot i que s'ha vist que podria estar infra-diagnosticat com a conseqüència de la clínica poc específica que origina. Consisteix en una alteració del nivell de consciència, caracteritzada per un estat d'estupor de llarga durada, sense que hi hagi contraccions de les extremitats secundàries a l'activitat convulsiva. Estudis recents indiquen que un 50% dels casos d'SE no convulsius el pacient roman semi-conscient, sent capaç de respondre però en un estat confusió mental. També s'ha vist però, que fins un 44% d'aquest tipus d'estat epilèptic conduiran al coma.
Consta principalment de dos tipus segons cursi amb convulsions parcials complexes o bé amb crisi d'absència, sent necessari un EEG per a diferenciar-los.
1.Crisis parcials complexes: l'activitat epilèptica està confinada a una regió petita del cervell, normalment al lòbul temporal. Si no presenta pèrdua de consciència parlarem de crisi parcial simple.
2. Crisi d'absència: l'epilèpsia és més generalitzada i afecta a tot el cervell. Constisteix en una successió d'esdeveniments en què apareixen alteracions del nivell de consciència, del comportament i de la percepció. Fins al 75% dels estats d'epilèpsia d'absència ocorren abans dels 20 anys.

## Tractament
Les benzodiazepines són el tractament inical d'elecció, després de les quals es sol administrar fenitoïna. Les guies de primers auxilis de convulsions marquen que els serveis mèdics haurien de ser trucats quan un atac epilèptic dura més de 5 minuts (o abans si consisteix en el primer episodi convulsiu de la persona i no hi ha cap factor desencadenant conegut, o bé si succeeix en una persona epilèptica qui feia temps que no patia una crisi o bé aquestes eren ben controlades).
Caldrà realitzar una sèrie de proves complementàries com tests de laboratori (hemograma, urèmia, glicèmia, electròlits sèrics, creatinina, calcèmia, fosfatèmia, gasometria arterial i perfil hepàtic, entre altres) o TC cerebral, però no s'esperarà als resultats per iniciar el tractament, ja que l'estat epilèptic és una emergència mèdica i requereix abordatge precoç.

### Algoritme terapèutic
0-10 minuts
El maneig primari consisteix en l'avaluació i control de la via aèria, monitorització de les constants vitals (temperatura, pressió arterial, pols i respiracions), pulsioximetria per valorar la saturació d'oxigen i administració d'oxigenoteràpia, monitoratge cardíac i encefalogràfic i obtenir un accés intravenós per l'administració de solucions fisiològiques i fàrmacs. Caldria també procedir a la intubació en els casos d'aturada cardiorespiratòria.
Existeixen diverses recomanacions terapèutiques, sent la més comuna l'administració d'una benzodiazepina (lorazepam, diazepam, clonazepam, midazolam), ja que presenta un fort efecte antiepilèptic. Tant la monoteràpia amb lorazepam com la combinació de diazepam i fenitoïna han mostrat eficàcia, la primera opció amb millors resultats.
- Lorazepam: 0.1 mg/kg IV o via rectal a 2 mg/min, màxim de 8 mg.
- Dizepam (0,25 mg/kg IV, a < 5 mg/min i màxim 40 mg) + Fenitoïna (20 mg/kg en sèrum fisiològic 50 mg/min, monitoritzant per risc d'arrítmies i/o hipotensió arterial).

En cas d'hipoglicèmia o antecedents d'alcoholisme es sol administrar també tiamina 100 mg i sèrum glucosat al 30%.
Un cop administrat el tractament inicial i si és possible, es realitza l'anamnesi i l'exploració física dirigida als antecedents de trastorns convulsius, focalitats neurològiques, malalties mèdiques (infeccions, alteracions hepàtica o renal), drogoaddicció o abús de substàncies, entre altres aspectes.
10-20 minuts
Si 5 minuts després de l'administració persisteix la crisi epilèptica, cal repetir la dosi de benzodiazepines.
20-30 minuts
Sota supervisió es sol considerar l'ús de piridoxina (100-200 mg IV) en pacients majors de 2 anys, o bé una tercera dosi de benzodiazepines. En aquests moments la depressió respiratòria és altament probable, pel que es comença a pensar en la probabilitat d'intubació i respiració assistida.
> 20 minuts
Es pot considerar una nova dosi de fenitoïna a un màxim de 30-35 mg/kg. Generalment, a més, s'indica l'ingrés a una unitat de cures intensives (UCI) i es procedeix a la intubació del pacient.
> 60 minuts
Ja iniciada la relaxació muscular i la intubació. Com a últim recurs s'indiquen altres fàrmacs, com lidocaïna o clometiazol. Si no produeixen efecte, cal induir el coma al pacient per tal de determinar la causa base del trastorn.
Es coneix com a status refractari aquell que no respon a les mesures farmacològiques de primera línia. En aquests casos s'utilitzen barbitúrics com el fenobarbital, medicaments que provoquen depressió respiratòria, disminució del nivell de consciència i hipotensió, motius pels quals és necessari intubar i ventilar al pacient. Per això mateix són fàrmacs que en general s'usen a l'UCI.
- Fenobarbital: 20 mg/kg o 50-75 mg/min.

Si no respon a l'anterior tractament, s'usen fàrmacs com el midazolam o el propofol que també requeriran ingrés a UCI per intubar, ventilar i monitorar mitjançant un catèter venós central, l'ús de solucions intravenoses i medicaments vasopressors en cas d'hipotensió. A més, no s'han de suspendre el fenobarbital ni la fenitoïna.
- Midazolam: 0,2 mg/kg a bolus lent i després 0,75-10 ugr/kg/min IV.

- Propofol: 2 mg/kg IV seguit de 2-10 mg/kg/hora.

Pacient menor de 2 anys
Les dosis de xoc en pacients lactants solen ser de fenobarbital 15-20 mg/kg cada 10-15 minuts fins un màxim de 400 mg. Si no cedeix la crisi, s'indica una segona dosi amb 10 mg/kg durant 15 minuts fins un màxim acumulatiu de 30-40 mg/kg. Un altre fàrmac específic per aquest grup de pacients, especialment útil en traumatismes cranioencefàlics, és la difenilhidantoïna, amb dosi de xoc 15-20 mg/kg diluïda en 20 mL de sèrum fisiològic fins una dosi acumulativa de 30 mg/kg. Aquesta última, a diferència dels barbitúrics, no provoca depressió respiratòria però sí pot originar depressió cardíaca, arrítmies i, fins i tot, aturada cardíaca. El diazepam intravenós, en cas d'usar-se, s'indnica a dosis de 0,1-0,3 mg/kg.

### Farmacologia
Benzodiazepines
En l'administració intravenosa, el lorazepam mostra una eficàcia superior al diazepam a l'hora d'aturar l'activitat epilèptica i és el tractament d'elecció, sent el diazepam una bona alternativa quan el primer no està disponible. El lorazepam presenta un efecte de durada relativament llarga (2-8 hores) i un especialment ràpid inici d'acció, es creu que a causa d'una alta afinitat pels receptors GABA i per la seva baixa liposolubilitat, que alhora fa que quedi més temps retingut al compartiment vascular. A vegades, el fracàs del lorazepam és suficient per classificar l'estat epilèptic com a refractari.
El midazolam intramuscular sembla ser també una bona alternativa, especialment en aquells pacients que no estiguin en un ambient hospitalari.
En alguns països, com els països baixos, el clonazepam intramuscular és el fàrmac d'elecció,el qual semblaria presentar una durada d'acció major que el diazepam i una menor probabilitat respecte el lorazepam de desenvolupar tolerància aguda al tractament.
Particularment típic en infants, un altre tractament disponible és el midazolam administrat intranasalment o a la mucosa oral.
Fenitoïna i fosfenitoïna
Durant un temps, la fenitoïna va ser teràpia de primera línia, encara que el profàrmac fosfenitoïna pot administrar-se tres vegades més ràpid i presenta un nombre molt menor d'efectes adversos. Si s'utilizen aquests medicaments, o altres derivats de la hidantoïna, cal una monitorització cardíaca, especialment si s'administren per via intravenosa. Com aquests fàrmacs triguen 15-30 minuts en iniciar l'efecte, es solen co-administrar amb una benzodiazepina o amb barbitúrics. Tot i que a causa de la curta durada d'acció del diazepam ja se solien administrar conjuntament de totes formes.
Barbitúrics
Usats quan les benzodiazepines o les hidantoïnes no són una opció viable, principalment amb la intenció d'induir un coma barbitúric. El més usat és el fenobarbital. El tiopental o pentobarbital, especialment el primer, són més utilitzats quan cal detenir les crisis d'immediat o si el pacient ja s'ha vist compromés per una malaltia subjacent o per convulsions induïdes tòxico-metabòlicament.
Valproat
Es va trobar que el valproat, respecte la resta de fàrmacs antiepilèptics, és més efectiu com a segona línia en el tractament dels estats epilèptics no convulsius i s'usa més freqüentment en aquests casos.
Altres fàrmacs
Quan els tractaments anteriors han fracassat o la seva administració no ha resultat viable, s'intenta resoldre el quadre amb un anestèsic general com el propofol. Això implicarà la necessitat de ventilació artifical del pacient. El propofol ha demostray ser particularment eficaç en els status epilepticus de tipus mioclònics.
La lidocaïna també s'ha usat en casos en que la resta de fàrmacs no havien millorar la situació del pacient. Tot i que semblaria ser que amb aquesta medicació les convulsions reapareixen 30 minuts després d'haver aturat. A més, no és recomanable en pacients amb alteracions cardíaques o hepàtiques.

## Complicacions
Les més freqüents en un pacient que pateix un estat epilèptic, són:
- Hipòxia o isquèmia cerebral
- Acidosi metabòlica i respiratòria
- Hiperglicèmia (inicial) i hipoglicèmia (tardana)
- Hipertensió arterial inicial i hipotensió arterial tardana
- Hiperkalèmia
- Rabdomiòlisi i fallida renal aguda
- Arrítmies o aturada cardíaca
- Edema pulmonar
- Pneumònia per aspiració
- Hipertèrmia

## Pronòstic
La morbiditat associada està directament relacionada amb la durada, etiologia i complicacions que presenti l'status. Una durada superior a 20 minuts suposa un elevat risc de lesió neurològica i, de fet, s'associa a seqüeles en un 20-40% dels casos.
Mortalitat
Un status epilepticus és potencialment mortal. Entre un 16 i un 20% dels pacients que pateixen un SE per primera vegada, moren, i un 10-50% pateixen seqüeles de per vida. Altres fonts indiquen que la mortalitat als 30 dies podria arribar a ser del 30%, sent la majoria d'aquests casos persones que patien una patologia cerebral de base que hauria provocat l'activitat epilèptica, com un tumor cerebral, infecció cerebral, traumatisme cranioencefàlic o bé un ictus. La mortalitat també és superior en aquells qui ja patien epilèpsia, especialment si no s'estabilitzen ràpidament, la medicació no s'ajusta adequadament o els factors estressants o desencadenants de crisis no es controlen. Tot i així, amb una actuació ràpida i una bona adherència al tractament, més encara si són pacients de bon pronòstic sense patologia orgànica prèvia, la persona pot sobreviure amb un mínim o nul dany cerebral.
La mort o el dany cerebral solen originar-se per una depressió massa perllongada de la respiració i la conseqüent mort del teixit cerebral per hipòxia, així com per alteració del control de la pressió arterial i de la temperatura corporal.